# Renate Kaasik
Renate Kaasik (bis 1930 Renate Palgi, 1930 bis 1936 Renate Evert; 23. Augustjul. / 5. September 1906greg. in Voore, heute Landgemeinde Vinni, Kreis Lääne-Viru; † 10. April 1993 in Stockholm) war das erste weibliche Kabinettsmitglied der Republik Estland.

## Leben
Renate Kaasik schloss 1924 das Mädchengymnasium in der estnischen Hauptstadt Tallinn ab. Bis 1936 studierte sie an der Universität Tartu Estnische Sprache, Literaturwissenschaft und Philosophie. Sie gehörte der 1920 gegründeten nationalgesinnten estnischen Frauenkorporation Filiae Patriae an.
Sie war zunächst als Sekretärin am Tallinner Arbeitertheater tätig. Ab 1936 unterrichtete sie Estnisch.
Mit der Besetzung Estlands flüchtete Renate Kaasik 1943 über Finnland nach Schweden. Bei dem schwedischen Telefonunternehmen Ericsson war sie von 1946 bis 1973 als Buchhalterin tätig. Ab 1965 lebte sie im heutigen Stockholmer Stadtteil Hägersten.
Renate Kaasik hatte zahlreiche prominente Ämter in der estnischen Exilgemeinschaft inne. Vom 8. Mai 1971 bis zum 20. Juni 1990 gehörte sie als Ministerin ohne Geschäftsbereich der estnischen Exilregierung unter dem geschäftsführenden Ministerpräsidenten Heinrich Mark (1911–2004) an. Damit war Renate Kaasik das erste weibliche Mitglied des Kabinetts der Republik Estland.
Renate Kaasik starb am 10. April 1993 in Stockholm. Sie wurde auf dem Friedhof Viru-Jaagupi nahe ihrem Geburtsort beigesetzt.

## Privates
Von 1930 bis 1936 war Renate Kaasik mit dem estnischen Ökonomen und Verleger Herman Evert (1898–1982) verheiratet. Ihren Familiennamen Kaasik erhielt sie durch ihre zweite Heirat.